# Egeris Kirke
Egeris Kirke blev indviet som Skive Søndre Kirke 16. oktober 1960, Ved indvielsen lå kirken i Skive Sogn. I 1950'erne begyndte byggeriet af boliger i Skive sydlige del, og Skive Kommune skænkede området, hvor kirken nu er opført, til en kirke i Skive Søndre distrikt
Kirken er tegnet af arkitekten Holger Jensen, som især er kendt som den, der har bygget flest kirker i nyere tid.
1. april 1974 blev Egeris Sogn en kendsgerning, ved sogneudskillelsen fra Skive Sogn.

## Eksterne kilder og henvisninger
- Egeris Kirke  på KortTilKirken.dk

- Wikimedia Commons har flere filer relateret til Egeris Kirke